# Diary of Dreams
Diary of Dreams – niemiecka formacja tworząca muzykę elektroniczną o wyraźnie gotyckim zabarwieniu (dark wave). Jej filarem, wokalistą, głównym kompozytorem, autorem tekstów i aranżerem jest były basista zespołu Garden of Delight - Adrian Hates, który samodzielnie wyprodukował większość albumów zespołu, tylko sporadycznie korzystając z pomocy innych. Pełny skład muzyków angażowany jest rzadko, z wyjątkiem występów na żywo.
Elementami charakterystycznymi większości utworów Diary of Dreams, poza głosem wokalisty, są głównie syntetyczne, elektroniczne brzmienia z rzadka urozmaicone prostymi partiami gitary elektrycznej oraz dość silnie zaakcentowana sekcja rytmiczna. Muzyka Diary of Dreams, choć dynamiczna, jest zarazem mroczna, a nastroju tego dopełniają teksty o charakterze egzystencjalnym.
Zespół wielokrotnie przyjeżdżał do Polski, w tym sześciokrotnie na legendarny festiwal Castle Party.

## Muzycy
Obecny skład zespołu
- Adrian Hates - śpiew, gitara (od 1989)
- Dejan Nikolic - perkusja (od 2010)
- Felix Wunderer - instrumenty klawiszowe, śpiew (od 2019)

Byli członkowie
- Alistair Kane - gitara (1989–2001)
- Lil'K - gitara (2001–2002)
- Christian Berghoff - gitara (1998-1999)
- [Os]mium - instrumenty klawiszowe (1998-2003)
- Ray:X - perkusja (2002-2004)
- Kean Sanders - instrumenty klawiszowe (2003)
- Gaun:A - gitara, śpiew (2002-2016)
- D.N.S - perkusja (2004 - 2010)
- Taste - instrumenty klawiszowe, śpiew
- Felix „Flex“ Gerlach (2010 - 2016)

## Dyskografia
Albumy
- Cholymelan (1994)
- End of Flowers (1996)
- Bird Without Wings (1997)
- Psychoma? (1998)
- Moments Of Bloom (1999)
- One of 18 Angels (2000)
- Freak Perfume(inne języki) (2002)
- Panik Manifesto(inne języki) (2002)
- Nigredo(inne języki) (2004)
- MenschFeind (2005)
- Nekrolog 43(inne języki) (2007)
- (if) (2009)
- Ego:X(inne języki) (2011)
- The Anatomy of Silence (2012)
- Elegies in Darkness (2014)
- Grau im Licht (2015)
- Hell in Eden (2017)
- Melancholin (2023)
- Under a timeless spell (2024)

Single, EP
- O' Brother Sleep (2001)
- Amok (2002)
- Giftraum (2004)
- The Plague (2007)
- King of Nowhere(inne języki) (2009)

Albumy koncertowe
- Alive (2005)
- reLive (2016)

Kompilacje
- Moments Of Bloom (1999)
- Dream Collector (2003)
- Dream Collector II (2012)

## Wideografia
- Nine In Numbers(inne języki) (2006)